# Гогитидзе, Айше Кемаловна
Айше Кемаловна Гогитидзе (1925 год, село Бобоквати, Кобулетский район, АССР Аджаристан, ССР Грузия — 17 апреля 2017 года, село Цихисдзири, Кобулетский муниципалитет, Грузия) — колхозница колхоза имени Молотова Кобулетского района, Аджарская АССР, Грузинская ССР. Герой Социалистического Труда (1949).

## Биография
Родилась в 1927 году в крестьянской семье в селе Бобоквати Кобулетского района (сегодня — Кобулетский муниципалитет). Окончила местную неполную среднюю школу. С 1942 года трудилась на чайной плантации в колхозе имени Молотова (с 1956 года — колхоз села Бобоквати) Кобулетского района.
В 1948 году собрала 9040 килограммов сортового зелёного чайного листа на участке площадью 2 гектара. Указом Президиума Верховного Совета СССР от 29 августа 1949 года удостоена звания Героя Социалистического Труда за «получение высоких урожаев сортового зелёного чайного листа и цитрусовых плодов в 1948 году» с вручением ордена Ленина и золотой медали «Серп и Молот» (№ 4626).
Этим же указом звания Героя Социалистического Труда были награждены звеньевые Мамуд Джемалович Гогитидзе, Наргула Скендеровна Махарадзе, колхозницы Гули Османовна Джинджарадзе, Вардо Мурадовна Концелидзе, Назико Джемаловна Концелидзе, Бедрие Османовна Махадзе, Бесире Сулеймановна Немсадзе, Кевсер Хасановна Шамилишвили и колхозник Джемал Мемедович Георгадзе.
За выдающиеся трудовые достижения по итогам работы в 1950 году была награждена вторым Орденом Ленина.
В 1953 году переехала в село Цихисдзири Кобулетского района. С 1985 года — персональный пенсионер союзного значения. Умерла в апреле 2017 года.
Награды
- Герой Социалистического Труда
- Орден Ленина — дважды (1949; 01.09.1951)
- Орден Трудового Красного Знамени (14.12.1972)